# Tim Meadows
Timothy Meadows, detto Tim (Highland Park, 5 febbraio 1961), è un attore statunitense.

## Filmografia parziale

### Attore

#### Cinema
- Fusi di testa 2 - Waynestock (Wayne's World 2), regia di Stephen Surijk (1993)
- The Ladies Man - L'idolo delle donne (The Ladies Man), regia di Reginald Hudlin (2000)
- Mean Girls, regia di Mark Waters (2004)
- Gli scaldapanchina (The Benchwarmers), regia di Dennis Dugan (2006)
- Walk Hard - La storia di Dewey Cox (Walk Hard: The Dewey Cox Story), regia di Jake Kasdan (2007)
- Semi-Pro, regia di Kent Alterman (2008)
- Alieni in soffitta (Aliens in the Attic), regia di John Schultz (2009)
- Un weekend da bamboccioni (Grown Ups), regia di Dennis Dugan (2010)
- Jack e Jill (Jack and Jill), regia di Dennis Dugan (2011)
- Un weekend da bamboccioni 2 (Grown Ups 2), regia di Dennis Dugan (2013)
- Un disastro di ragazza (Trainwreck), regia di Judd Apatow (2015)
- Vite da popstar (Popstar: Never Stop Never Stopping), regia di Akiva Schaffer (2016)
- Hubie Halloween, regia di Steven Brill (2020)
- Dream Scenario - Hai mai sognato quest'uomo? (Dream Scenario), regia di Kristoffer Borgli (2023)
- Mean Girls, regia di Arturo Perez Jr e Samantha Jayne (2024)
- Our Little Secret, regia di Stephen Herek (2024)

#### Televisione
- Una famiglia allo sbaraglio (The Even Stevens Movie), regia di Sean McNamara – film TV (2003)
- A casa di Fran (Living With Fran) – serie TV, episodio 1x03-1x11-2x03 (2005)
- Nolan - Come diventare un supereroe (Shredderman Rules), regia di Savage Steve Holland – film TV (2007)
- La vita secondo Jim (According to Jim) – serie TV, episodio 6x04 (2007)
- Mean Girls 2, regia di Melanie Mayron – film TV (2011)
- Son of Zorn – serie TV, 13 episodi (2016-2017)
- The Goldbergs – serie TV, 22 episodi (2013-2023)
- Brooklyn Nine-Nine – serie TV, 4 episodi (2017-2021)
- Papà a tempo pieno (Man with a Plan) – serie TV, 4 episodi (2017-2018)
- Schooled – serie TV, 34 episodi (2019-2020)
- Miracle Workers – serie TV, 2 episodi (2019-2021)
- Ultra City Smiths – serie TV, 6 episodi (2021)
- Space Force – serie TV, 4 episodi (2022)

### Doppiatore
- Bob's Burgers – serie TV (2012-in corso)
- Digman (Digman!) – serie TV (2023-in corso)

## Doppiatori italiani
Nelle versioni in italiano delle opere in cui ha recitato, Tim Meadows è stato doppiato da:
- Alberto Angrisano in The Goldbergs (1ª voce), Hubie Halloween, Mean Girls (2024), Our Little Secret
- Franco Mannella in Alieni in soffitta, Vite da popstar
- Alessandro Ballico in Un weekend da bamboccioni, Un weekend da bamboccioni 2
- Roberto Draghetti in The Goldbergs (2ª voce), Son of Zorn
- Tonino Accolla in Fusi di testa 2 - Waynestock
- Oreste Baldini in The Ladies Man - L'idolo delle donne
- Saverio Indrio in Una famiglia allo sbaraglio
- Teo Bellia in Mean Girls
- Stefano Mondini in Walk Hard - La storia di Dewey Cox
- Vladimiro Conti in Semi-Pro
- Paolo Marchese in Jack e Jill
- Fabrizio Russotto in Un disastro di ragazza
- Massimo De Ambrosis in Nolan - Come diventare un supereroe
- Daniele Valenti in Brooklyn Nine-Nine (ep. 5x01-5x02)
- Dario Oppido in Brooklyn Nine-Nine (ep. 6x17)
- Luigi Ferraro in Papà a tempo pieno
- Alessio Cerchi in All About the Washingtons
- Alessandro Parise in Miracle Workers (ep. 1x04)
- Luca Biagini in Dream Scenario - Hai mai sognato quest'uomo?

Da doppiatore è sostituito da:
- Massimo Lopez in Digman